# Beryl F. Carroll
Beryl Franklin Carroll, född 15 mars 1860 i Davis County, Iowa, död 16 december 1939 i Louisville, Kentucky, var en amerikansk republikansk politiker. Han var Iowas guvernör 1909–1913.
Carroll utexaminerades 1884 från Missouri State Normal School (numera Truman State University). Därefter var han verksam som lärare, boskapshandlare och publicist.
Carroll efterträdde 1909 Warren Garst som Iowas guvernör och efterträddes 1913 av George W. Clarke. Efter sin tid som guvernör var han verksam som affärsman inom försäkringsbranschen. Han avled 1939 på Kentucky Baptist Hospital i Louisville och gravsattes på Odd Fellows Cemetery i Bloomfield i Iowa.